# جاك هيلمز
جاك هيلمز (بالإنجليزية: Jack Helms)‏ هو لاعب كرة قدم أمريكية أمريكي، ولد في 28 يناير 1922، وتوفي في 20 مايو 2002.